# Shinkichi Takahashi
Shinkichi Takahashi (高橋 新吉 Takahashi Shinkichi?, 1901 - 28 de enero de 1987) fue un poeta japonés, pionero del dadaísmo en Japón. Según el crítico Makoto Ueda, es el mejor poeta Zen de la literatura japonesa moderna. Su colección de poemas ganó el Premio Nacional de las Artes del Ministerio de Educación.
En 1983 (Showa 58), fue hospitalizado repetidamente después de desarrollar cáncer de próstata, y murió a la edad de 86 años en 1987 (Showa 62)

## Obras
- Poesía Dadaísta de Shinkichi. 1923.[3]
- Triumph of the Sparrow: Zen Poems of Shinkichi Takahashi. Traducido a inglés por Lucien Stryk y Takashi Ikemoto. Grove Press, 2000.
- After Images: Zen Poems by Shinkichi Takahashi. Traducido a inglés por Lucien Stryk y Takashi Ikemoto. Doubleday, Anchor Books, 1972.
- (José Luis Fernández Castillo y Kyoko Mizoguchi, trad.)[En la quietud del mundo] |título-trad= requiere |título= (ayuda). Pre-textos. 2018. p. 124. ISBN 9788417143152.